# Tête rouge
Pour les articles homonymes, voir Tête rouge (homonymie).
Tête rouge est un tableau réalisé par le peintre italien Amedeo Modigliani en 1915. Cette huile sur carton représente une tête humaine exécutée dans une couleur rouge sur un fond sombre. Acquise lors de la vente de la collection particulière d'André Lefèvre en 1964, l'œuvre est conservée au musée national d'Art moderne, à Paris.